# Heinrich Tomec
Heinrich Tomec (ou Jindřich Tomec, né le 13 septembre 1863 à Prague, mort le 12 juillet 1928 à Vienne) est un peintre paysagiste et illustrateur autrichien.

## Biographie
De 1879 à 1884, il apprend la peinture au Théâtre national à Prague. De 1887 à 1892, il étudie à l'académie des beaux-arts de Vienne où Eduard Peithner von Lichtenfels est son professeur. En 1896, il est membre de la Künstlerhaus de Vienne (et de 1900 à 1901 du Hagenbund). Il devient l'ami de Johann Nepomuk Geller dont il épouse la sœur.

## Source, notes et références
- (de) Cet article est partiellement ou en totalité issu de l’article de Wikipédia en allemand intitulé « Heinrich Tomec » (voir la liste des auteurs).